# جوناثان دوسن
جوناثان دوسن (بالإنجليزية: Jonathan Dawson)‏ هو ناقد سينمائي ومخرج أسترالي، ولد في 24 نوفمبر 1941، وتوفي في 10 أغسطس 2013.

## وصلات خارجية
- جوناثان دوسن على موقع IMDb (الإنجليزية)
- جوناثان دوسن على موقع روتن توميتوز (الإنجليزية)
- جوناثان دوسن على موقع روتن توميتوز (الإنجليزية)
- جوناثان دوسن على موقع أول موفي (الإنجليزية)
- جوناثان دوسن على موقع كينوبويسك (الروسية)